# Grand Théâtre de Cáceres
Le Grand Théâtre de Cáceres est une salle de spectacle et de concert située à Cáceres, en Espagne.

## Histoire
En 1903 s'est constituée la société Gran Teatro qui avait comme finalité la construction d'un bâtiment servant à héberger un théâtre dans la capitale de la Province de Cáceres, bien qu'il a fallu attendre encore presque trois décennies, le 4 novembre 1929 exactement, lorsque le théâtre a commencé à fonctionner.